# SAI Ambrosini 207
Il SAI Ambrosini 207 fu un aereo da caccia leggero italiano prodotto durante la seconda guerra mondiale dalla SAI Ambrosini. Si trattava di un monoplano ad ala bassa con carrello retrattile e costruito interamente in legno, frutto di uno sviluppo del precedente "107", a sua volta evoluzione del racer SAI Ambrosini 7.
I pochi esemplari costruiti furono acquistati dalla Regia Aeronautica, che optò per lo sviluppo di una versione ulteriormente migliorata, denominata SAI Ambrosini 403.

## Storia del progetto

Vista posteriore

Dal progetto del SAI 107, il cui unico prototipo andò distrutto in un incidente nel quale perse la vita il famoso pilota Arturo Ferrarin, derivò senza particolari modifiche il successivo SAI 207 che adottava il più potente motore Isotta Fraschini Delta RC.40 da 750 CV (552 kW), che gli consentiva di raggiungere la notevole velocità di 625 km/h in volo orizzontale e 930 km/h in affondata.
Anche l'armamento era stato migliorato, per quanto risultasse ancora insufficiente per un caccia di quel periodo: furono installate due mitragliatrici Breda-SAFAT calibro 12,7 mm nella parte anteriore della fusoliera, sparanti attraverso il disco dell'elica mediante meccanismo di sincronizzazione.
Di contro, l'impiego del nuovo motore portò un considerevole incremento del peso rispetto al predecessore che comportò l'incremento del carico alare (con conseguente perdita di maneggevolezza nelle manovre) e minore velocità di salita.

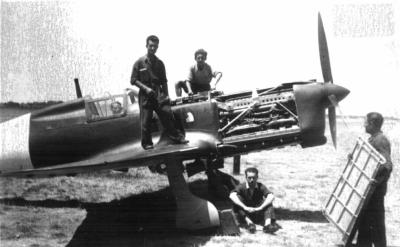
Un SAI Ambrosini 207 in manutenzione.

Nel complesso, in ogni caso, le prestazioni del velivolo potevano essere considerate eccezionali mentre il processo valutativo non poteva trascurare il fatto che il SAI 207 poteva essere realizzato con l'uso di materiali non strategici, da personale relativamente qualificato e ad un prezzo decisamente contenuto, tanto che il costo di un esemplare di caccia come il Fiat G.55 o il Macchi C.205 era pari a quello di cinque SAI 207.
Malgrado la messa a punto del velivolo si fosse rivelata fonte di problemi, le autorità governative italiane ordinarono 2 000 esemplari del SAI 207, di cui furono tuttavia consegnati solamente dodici esemplari di preserie (matricole da MM.8425 a 8436) tra marzo e luglio del 1943. L'ordine di produzione, infatti, fu trasformato in quello per 3 000 esemplari di SAI 403, ultima evoluzione del progetto base sul quale si concentrarono le attenzioni dei progettisti per risolvere i problemi di manovrabilità che affliggevano il 207.

## Tecnica

### Cellula
Il SAI Ambrosini 207 era un aereo monoplano ad ala bassa, a sbalzo, dalla struttura completamente costruita in legno. La fusoliera aveva sezione ovoidale ed era realizzata con ordinate e correntini in laminato con strati di noce e frassino; il rivestimento era in compensato ricoperto in tela e verniciato.
L'abitacolo era monoposto, con tettuccio vetrato nella parte anteriore, raccordato al cono posteriore della fusoliera alle spalle del pilota, nella quale erano alloggiati i serbatoi di carburante, di duralluminio semapizzati esternamente.
L'ala era realizzata in cinque longheroni e false centine sia al bordo d'attacco che a quello d'uscita; anche in questo caso il rivestimento era in compensato ricoperto in tela e verniciato. L'impennaggio era di tipo classico, interamente in legno mentre tutte le superfici di controllo mobili erano in legno: gli alettoni erano rivestiti in tela e gli ipersostentatori in compensato.
Il carrello d'atterraggio era di tipo classico, retrattile con movimento verso l'interno e veniva completamente alloggiato all'interno dello spessore alare e nella parte centrale della fusoliera; in coda era presente un ruotino, sterzante ma non retrattile.

### Motore
Per la realizzazione del 207 la SAI Ambrosini rimase fedele alla produzione dell'Isotta Fraschini, passando dal Gamma al Delta, con un incremento della potenza disponibile di oltre 200 CV (147 kW); si trattava in entrambi i casi di motori a dodici cilindri a V rovesciata, con raffreddamento ad aria, garantito dalla presa d'aria frontale dalla caratteristica forma triangolare. L'elica era di tipo tripala metallica, a passo variabile in volo.

### Armamento
La dotazione offensiva del SAI 207 era costituita da due mitragliatrici Breda-SAFAT calibro 12,7 mm disposte nella parte superiore del muso e sparanti attraverso il disco dell'elica mediante un meccanismo di sincronizzazione. Uno solo dei dodici esemplari costruiti fu equipaggiato con due cannoni Mauser calibro 20 mm alloggiati nelle semiali.

## Impiego operativo
I dodici esemplari di SAI 207, considerati di "preserie" (o serie "zero"), transitarono per il Centro Sperimentale di volo della Regia Aeronautica, di base presso l'aeroporto di Guidonia; sei di questi il 1º luglio 1943 furono assegnati all'83ª Squadriglia del 18º Gruppo caccia in quel momento schierata all'aeroporto di Furbara (frazione di Cerveteri). Dopo circa un mese, i primi giorni di agosto, tutti gli aerei furono trasferiti all'aeroporto di Castiglione del Lago per tentare di riarmare la 162ª e la 163ª Squadriglia del 161º Gruppo Autonomo Caccia Terrestre.
I pochi voli compiuti consentono di confermare pregi e difetti del 207, costituiti da prestazioni eccellenti a bassa quota ma deficitarie nella salita ed a quote elevate, motore scarsamente affidabile, difficoltà di manovra in particolare in decollo ed atterraggio.
In poco più di una settimana emersero però i limiti strutturali delle macchine, resi ancor più critici dai periodi di stazionamento all'aperto e in assenza di coperture: struttura e rivestimento delle superfici presentavano rotture e scollamenti, tanto che gli aerei furono caricati su autocarri per riportarli nelle vicine officine della Ambrosini per la "ricostruzione".
Alla fatidica data dell'8 settembre gli aerei non sono ancora stati riconsegnati ai reparti.

## Utilizzatori
Italia
- Regia Aeronautica

### Annotazioni
1. ↑  Sulla base dei due dati ufficiali si ebbe un incremento di oltre il 50% del peso a pieno carico.
2. ↑  Processo volto a rendere stagno il serbatoio mediante l'applicazione di gomma sigillante, così definito dal nome dell'azienda SE.MA.PE. che lo realizzava.

### Fonti
1. 1 2  Sai 207, in "Уголок неба" (Angolo di Cielo).
2. 1 2 3 4 5 6 7 8  Brotzu, Caso, e Cosolo, p. 71.
3. 1 2 3 4 5 6 7  Brotzu, Caso, e Cosolo, p. 74.
4. ↑  L'Aviazione, p. 219.
5. 1 2 3 4 5  Brotzu, Caso, e Cosolo, p. 76.
6. 1 2  Wings, Volume 7.